# George O'Brien
George O'Brien (São Francisco, Califórnia, 19 de abril de 1899 – Broken Arrow, Oklahoma, 4 de setembro de 1985) foi um ator de cinema e de teatro estadunidense, popular durante a era do cinema mudo e durante a era do cinema sonoro dos anos 30. Atuou em 85 filmes entre 1922 e 1964,e ficou famoso por seu papel em Sunrise: A Song of Two Humans (“Aurora”), em 1927, e pela sua participação em diversos filmes de western.

## Biografia

### Infância e juventude
O'Brien era o filho mais velho do chefe de polícia de São Francisco, Daniel J. e de Margaret L. Donahue. Seu pai, Daniel O'Brien, foi quem ordenou a prisão de Roscoe "Fatty" Arbuckle em setembro de 1921.
Muito cedo George aprendeu a montar e a lidar com cavalos, em um rancho perto de Los Gatos. Quando estudante, na Polytechnic High School, em São Francisco, foi capitão dos times de basquete e natação, além de participar do basebol e do futebol. Aos 12 anos, tornou-se baterista de uma banda, apresentando-se ao público em Lake Tahoe e Yosemite.
Em 1917, alistou-se na Marinha dos Estados Unidos, para lutar na Primeira Guerra Mundial, servindo como farmacêutico em um submarino, e foi posteriormente condecorado por bravura. Após se desligar da Marinha, pensou em fazer medicina e se inscreveu no vestibular do Colégio Santa Clara. Um amigo de seu pai o apresentou, na época, a Tom Mix, que lhe ofereceu o emprego de 2º assistente de cameraman, o que o fez desistir da carreira médica.

### Carreira
O'Brien foi para Hollywood nos anos 20, pensando em se tornar um cameraman e trabalhar como assistente de câmera por um tempo, para Tom Mix e Buck Jones.  Começou ali sua carreira como dublê, e um de seus primeiros filmes foi o drama Moran of the Lady Letty, em 1922, dirigido por George Melford, e estrelado por Rodolfo Valentino. Em 1923, era um dos 4 fantasmas de The Ghost Breakers (“O Espanta-Fantasmas"), da Paramount.
Em 1924, O'Brien recebeu seu primeiro papel no drama The Man Who Came Back, ao lado da atriz inglesa Dorothy Mackaill. Naquele mesmo ano, foi escolhido por John Ford para estrelar The Iron Horse, ao lado da atriz Madge Bellamy. O filme fez grande sucesso, e O'Brien fez outros nove filmes com Ford. Na época, a imprensa se referia a ele como “The Chest” (“O Peito”), devido à sua forte presença física. Em 1927, estrelou para o diretor F. W. Murnau, o filme Sunrise: A Song of Two Humans (“Aurora”), ao lado de Janet Gaynor, que recebeu três Oscar.
O'Brien passou os anos 20 fazendo vários filmes populares, fazendo papéis de ação e aventura, ao lado de atrizes famosas da época, tais como Alma Rubens, Anita Stewart, Dolores Costello, Madge Bellamy, Olive Borden (com quem teve um relacionamento romântico nos anos 20), e  Janet Gaynor. Com o advento do cinema sonoro, O'Brien se tornou estrela popular de vários Westerns, entre os mais famosos atores do gênero, ao lado de seu cavalo Mike. Seu primeiro filme da época foi em 1929, The Lone Star Ranger (“A Lenda do Vale”), seguindo-se vários outros, tais como Rough Romance (“Romance nas Selvas”), com uma rápida aparição de John Wayne.
Em 1934, fez o último western da Fox, Frontier Marshall (“O Último Favor”). Seus filmes passaram a ser produzidos independentemente, por Sol Lesser- Atherton Produções, e lançados pela Fox. Nessa fase, os argumentos se tornaram importantes, mas do que a ação, como é o exemplo em When a Man’s a Man (“Quando um Homem é Homem”), de 1935. Após 5 western dirigidos por David Howard, terminou o contrato de O’Brien com Lesser. Assinou contrato, então, com o produtor independente George Hirliman, para 4 filmes que seriam distribuídos pela RKO Pictures. Posteriormente seus filmes foram produzidos por Bert Gilroy, quando O’Brien apareceu em mais 16 filmes.
Em 1940, George O’Brien se retirou do cinema, voltando apenas em 1948, em papéis secundários, sob a direção de John Ford.
Durante a Segunda Guerra Mundial, O'Brien realistou-se nas Forças Armadas, e quando deixou a marinha, era já comandante. Posteriormente, engajou-se novamente na reserva e se retirou com o posto de capitão, em 1962. Durante seu tempo de serviço na marinha, ocasionalmente participou em filmes de Ford, como por exemplo Fort Apache, She Wore a Yellow Ribbon, e Cheyenne Autumn.
Enquanto servia na reserva da marinha, O'Brien participou de um projeto do Departamento de Defesa, no Programa do President Eisenhower, People to People.  Ele orientou a série de filmes sobre três países asiáticos; um deles, sobre a Coréia, foi dirigido por John Ford. Os outros dois filmes foram sobre Formosa (Taiwan) e sobre as Filipinas.

### Livro biográfico
- George O'Brien: A Man's Man in Hollywood, de David W. Menefee (BearManor Media 2010) ISBN 1593934734.

### Vida pessoal
O'Brien namorou com a atriz Olive Borden de 1926 a 1930. Casou com a atriz Marguerite Churchill em 15 de julho de 1933, e tiveram um filho, Darcy O'Brien, em 1939, que se tornaria escritor, e uma filha, Orin O'Brien, que se tornou contrabaixista da New York Philharmonic. Um terceiro filho, Brian, morreu na infância. O casal se divorciou em 1948.

### Morte
O'Brien sofreu um acidente vascular cerebral em 1981 e ficou acamado até sua morte. Morreu em 1985, em Broken Arrow (Oklahoma). Por sua contribuição para o cinema, George O'Brien foi homenageado com uma estrela na Calçada da Fama, no 6201 Hollywood Blvd., em Los Angeles, Califórnia.

## Filmografia

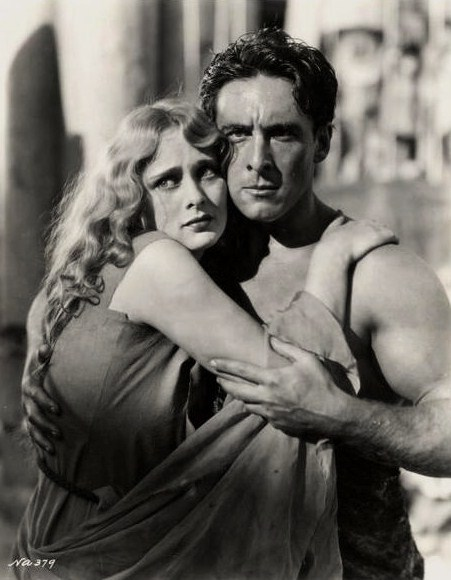
Dolores Costello & George O'Brien em Noah's Ark (1928)

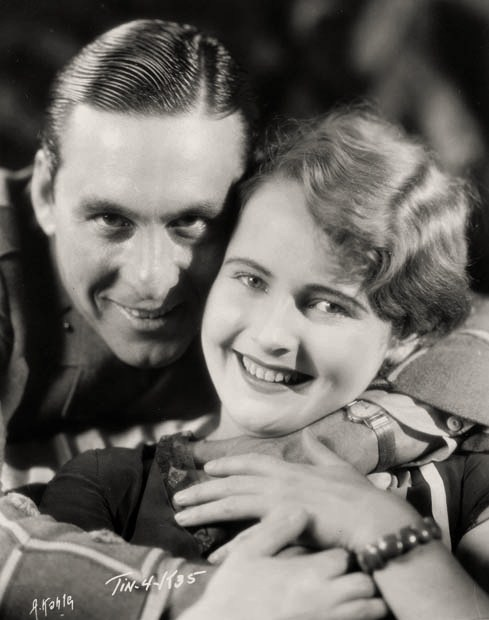
George O'Brien & Lois Moran em True Heaven (1929)

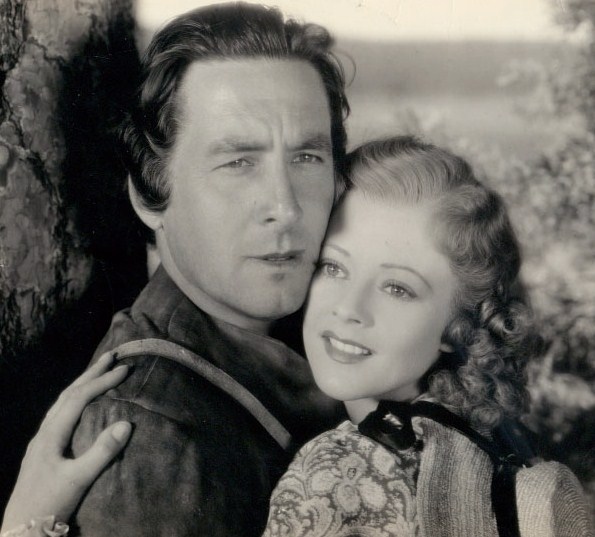
George O'Brien & Heather Angel em Daniel Boone (1936)

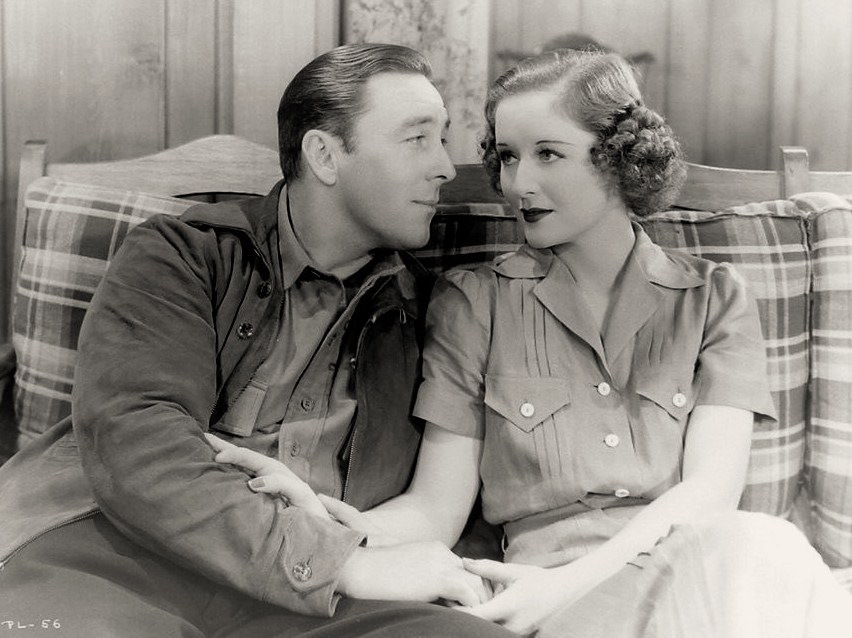
George O'Brien & Beatrice Roberts em Park Avenue Logger (1937)

### Ator
- Cheyenne Autumn (1964) ("O Crepúsculo de Uma Raça") – sob a direção de John Ford
- Gold Raiders (The Stooges Go West) (1951)
- She Wore a Yellow Ribbon (1949) (“A Legião Invencível”) – dir. John Ford, contracenou com John Wayne.
- Fort Apache (War Party) (“Forte Apache”/ “Sangue de Heróis”) (1948) – direção de John Ford. Contracenou com John Wayne
- My Wild Irish Rose (“Minha Rosa Silvestre”) (1947) – ao lado de Arlene Dahl
- Triple Justice (“Tripla Justiça”) (1940) – O’Brien foi autor da trilha sonora, “Bridal Chorus (Here Comes the Bride - 1850)”
- Stage to Chino (“Impondo a Lei”) (1940)
- Prairie Law (“A Lei dos Prados”) (1940)
- Bullet Code (“Código de Bala”) (1940)
- Legion of the Lawless (“A Legião dos Renegados”) (1940)
- The Marshal of Mesa City (“Ordem a Fogo”) (1939)
- The Fighting Gringo (“Valentia de Gringo”) (1939)
- Timber Stampede (“Sangue Indomável”) (1939)
- Racketeers of the Range (“Rancheiros e Piratas”) (1939)
- Trouble in Sundown (“Cofre do Barulho”) (1939)
- Arizona Legion (“A Legião do Arizona”) (1939)
- Lawless Valley (“O Vale dos Renegados”) (1938)
- The Renegade Ranger (“No Campo Inimigo”) (1938)
- Painted Desert (“Vingança Fatal”) (1938) – O’Brien foi autor, também, da trilha sonora.
- Border G-Man (G-Man da Fronteira”) (1938)
- Windjammer (“Pirataria Moderna”) (1937)
- Hollywood Cowboy (“O Cowboy de Hollywood”) (1937)
- Park Avenue Logger (títulos alternatives: Millionaire Playboy (Reino Unido) e Tall Timber (“Campeão de Luvas Brancas”) (1937)
- Daniel Boone (“Rasgando Horizontes”) (1936)
- The Border Patrolman (“Patrulhando a Fronteira”) (1936)
- O'Malley of the Mounted (“A Lei no País das Neves”) (1936)
- Thunder Mountain (Roaring Mountain) (“A Mina Roubada”) (1935)
- Hard Rock Harrigan (“Coragem e Lealdade”) (1935)
- Whispering Smith Speaks (“Altos Negócios Ferroviários”) (1935)
- The Cowboy Millionaire (“Vaqueiro Almofadinha”) (1935)
- When a Man's a Man (Saga of the West) (“Quando um Homem é Homem”) (1935)
- The Dude Ranger (“Vaqueiro Milionário”) (1934)
- Ever Since Eve (“Desde Eva”) (1934)
- Frontier Marshal (“O Último Favor”) (1934)
- The Last Trail (“O Caminho da Fortuna”) (1933)
- Life in the Raw (“Matar para Viver”) (1933)
- Smoke Lightning (“Justa Recompensa”) (1933)
- Robbers' Roost (“Na Cova dos Ladrões”) (1932) – ao lado de Maureen O’Sullivan
- The Golden West (“Destino Rubro”) (1932)
- Mystery Ranch (“Pagando com a Vida”) (1932)
- The Gay Caballero (“Idílio na Fronteira”) (1932)
- The Rainbow Trail (“Atrilha do Arco-Íris”) (1932)
- Riders of the Purple Sage (“O Passo da Morte”) (1931)
- A Holy Terror (“O Temerário”) (1931)
- Fair Warning (“A Cilada”) (1931)
- Seas Beneath (“Sob as Ondas”) (1931) – direção de John Ford
- The Last of the Duanes (“Na Ronda do Faroeste”) (1930)
- Rough Romance (“Romance nas Selvas”) (1930)
- The Lone Star Ranger (“A Lenda do Vale”) (1930) – seu primeiro filme falado.
- Salute (“Em Continência”) (1929)
- Masked Emotions (“Aparências Falsas”) (1929)
- True Heaven (“Verdadeiro Céu”) (1929)
- Blindfold (“Consciência Velada”) (1928)
- Noah's Ark (“A Arca de Noé”) (1928/I)
- Honor Bound (“O Caminho da Honra”) (1928)
- Sharp Shooters (Three Naval Rascals – Reino Unido) (“Rumo ao Amor”) (1928)
- East Side, West Side (“Titanic”) (1927)
- Sunrise: A Song of Two Humans (“Aurora”) (1927) – direção de F. W. Murnau, contracenou com Janet Gaynor e Margaret Livingston.
- Paid to Love (“Paga para Amar”) (1927) – direção de Howard Hawks
- The Romantic Age (1927)
- Is Zat So? (“Entre Luzes e Luvas”) (1927)
- The Blue Eagle (“A Águia Azul”) (1926) – direção de John Ford
- Fig Leaves (“Sua Majestade, a Mulher”) (1926) – direção de Howard Hawks. Nesse filme trabalhou ao lado de Olive Borden com quem teve um relacionamento.
- 3 Bad Men (“Três Homens Maus”) (1926) – direção de John Ford
- The Silver Treasure (“O Tesouro de Prata”) (1926)
- Rustling for Cupid (“Amor e cupido”) (1926)
- The Johnstown Flood (“A Inundação”) (1926) – ao lado de Janet Gaynor e Florence Gilbert
- The Fighting Heart (Once to Every Man – Reino Unido) (“Coração Intrépido”) (1925)
- Thank You (“Agradecido”) (1925)
- Havoc (“Desolação”) (1925)
- The Dancers (“Na Vertigem da Dança”) (1925)
- The Roughneck (Thorns of Passion – Reino Unido) (“A Desforra”) (1924)
- The Painted Lady (“A Dama Pintada”) (1924)
- The Iron Horse (“O Cavalo de Ferro”) (1924)
- The Man Who Came Back (“A Ovelha Resgatada”) (1924)
- The Sea Hawk (1924) (não-creditado)
- Shadows of Paris (“Pecados de Paris”) (1924) – ao lado de Pola Negri
- Woman-Proof (1923)
- The Ne'er-Do-Well (“Paixão Complicante”) (1923)
- Ebb Tide (1922) (não-creditado)
- The Ghost Breaker (1922) (“O Espanta Fantasmas”) (não-creditado)
- Moran of the Lady Letty (1922) (“A Ferro e Fogo”) (não-creditado) – dirigido por George Melford e estrelado por Rodolfo Valentino. O’Brien atuou como dublê.
- Burning Sands (“Amando Até Morrer”) (1922)
- White Hands (1922) (o marinheiro)
- Outside of the Law (“Fora da Lei”) (1920)

### Outros trabalhos
- Just Tony (1922) – Assitente de produção
- This Is Your Life .... Ele mesmo (1 episódio, 1961)
- Richard Arlen (1961) episódio de TV …. Ele mesmo
- Korea (1959) .... Narrador
- Studio 57 (1 episódio, 1956) (título alternativo: Heinz Studio 57) - Typhoon (1956 - TV)
- Pantomime Quiz (1947) série de TV (títulos alternativos: "Mike Stokey's Pantomime Quiz"/"Stump the Stars") ... Ele mesmo (quantidade de episódios desconhecida)
- December 7th (versão em video restaurada: December 7th: The Movie) (1943) (voz) .... Narrador
- Meet the Stars #5: Hollywood Meets the Navy (1941) .... Ele mesmo
- Screen Snapshots: Seeing Hollywood (1940) .... Ele mesmo (Participante do Rodeio)

## Teatro
Na Broadway, participou de várias comédias musicais, algumas vezes como cantor solo, outras no coro.
- 1924-1925 : The Magnolia Lady, música de Harold Levy
- 1926 : Kitty's Kisses, música de Con Conrad
- 1926-1927 : Honeymoon Lane, música de James Hanley
- 1929-1930 : Fifty Million Frenchmen, música de Cole Porter
- 1931 : Here goes the Bride, música de John W. Green
- 1932 : Hot-Cha!, música de Ray Henderson, ao lado de Eleanor Powell

## Premiações
| Ano  | Prêmio                  | Resultado | Categoria      | Notas                                  |
| ---- | ----------------------- | --------- | -------------- | -------------------------------------- |
| 1976 | Western Heritage Awards | Vencedor  | Trustees Award | Por sua carreira como herói de western |